# Сикке Сьярда
Сикке Сьярда (з.-фриз. Sikke Douwes Sjaarda, нидерл. Sicko Sjaerda; ум. 1422, Франекер, Вестерго) — влиятельный фризский хофтлинг (вождь). Был основоположником рода Сьярда, который в XV веке считался одной из самых выдающихся династий хофтлингов Вестерлауверской Фрисландии . Во время Великой фризской войны (1413—1422) он был лидером партии схирингеров. По словам гронингенского хрониста Лемего, Сикке Сьярда был их самым выдающимся лидером.

## Биография
Сикке Сьярда жил в городе Франекер, в бывшем доме Сьярда, который в настоящее время известен как Каммингахус. Он был правителем города и нескольких деревень вокруг него. Сикке был сыном Дауэ Сьярды (1295—1345). В 1350 году он женился на Катарине Роэрда (1325—1418). У них было трое детей.
В 1413 году в Восточной Фризии вспыхнул конфликт, который затем распространился на фризские земли между Вли и Везером. Многие хофтлинги приняли участие в этом конфликте, в том числе и Сикке Сьярда. Он был одной из ведущих фигур партии схирингеров и играл роль военачальника.
После того, как в конце 1415 года вся Остерлауверская Фрисландия попала в руки союзников, партия схирингеров попыталась подчинить себе город Гронинген и Оммеланды. С этой целью была собрана большая армия с Сьярдой в качестве командующего. Однако эта армия была уничтожена в битве при Оксвердерзейле 18 июня 1417 года союзной армией во главе с Фокко Укеной. После проигранной битвы Сьярде пришлось отдать своего младшего сына в заложники союзникам.
19 августа 1419 года Сьярда вновь заявил о себе в битве в районе Франекера. В битве при Мидюме он победил армию феткоперов с помощью голландских наёмников. Эта победа послужила причиной вторжения Фокко Укены в Вестерлауверскую Фрисландию в начале 1420 года. В спешно созванной армии Сьярда вновь исполнил роль командующего. Во главе армии схирингеров он выступил из Хинделопена против войск Фокко Укены. В битве на Палеслоте Сьярда проиграл. Со своими людьми он занял оборону в Слотене, который был окружён и осаждён Фокко. 11 июля 1420 года Слотен получил подкрепление от голландцев, и борьба закончилась, когда 5 августа 1420 года схрингеры и союзники заключили мирный договор на 20 лет. Сьярда был одним из подписавших договор.
Гронингенцы обвинили Сьярду в нарушении договора. В 1421 году город Гронинген разорвал соглашение, и Сьярда был вынужден отправить в Гронинген в заложники своего 12-летнего сына. Переговоры впоследствии ничего не дали, и ситуация стала ещё более сложной, когда его сын умер в плену. Сьярда был так зол из-за этого, что в 1422 году отказался подписать Гронингенский мир, положивший конец войне.
Сьярда был убит вместе со своей женой в 1422 году во время захвата своего дома во Франекере и похоронен вместе с ней в монастыре Аньюм близ Берликюма.